# Serjania rhytidococca
Serjania rhytidococca är en kinesträdsväxtart som beskrevs av P. Acevedo-rodriguez. Serjania rhytidococca ingår i släktet Serjania och familjen kinesträdsväxter. Inga underarter finns listade i Catalogue of Life.